# 罗娟
罗娟（1959年1月—），女，汉族，广东兴宁人，中华人民共和国政治人物，曾任广东省人民政府副秘书长、办公厅党组成员，广东省海防与打击走私办公室主任、党组书记，广东省人大常委会副主任。